# أوكتاي صاديقزاده
أوكتاي سييد أوغلو صاديقزاده (بالأذرية: Oqtay Sadıqzadə) ممثل أذربيجاني هو فنان الشعب لجمهورية أذربيجان، حائز على جائزة الدولة لجمورية أذربيجان، متقاعد فردي لريئس جمهورية أذربيجان.

## حياته ومشواره المهنية
ولد أوكتاي صاديقزاده في 21 فبراير عام 1921 في مدينة خيزي لأذربيجان. تخرج من مدرسة باكو للفنون في 1939. كما في 1956 تخرج من معهد موسكو للفنون إسمه سوريكوف على تخصص مصمم.
عمل محررا فنيا في «أذر نشر». 
رسم صاديقزاده نشور مصورة من الأدب الأذربيجاني و العالم. شكل أوكتاي صاديقزاده معرض الصور للممثلين البارزين للشعب الأذربيجاني.
تخزن أعماله في المتحف الوطني للفنون في أذربيجان وغاليري تريتياكوف وكذلك في مجموعات خاصة في الولايات المتحدة الأمريكية وألمانيا وكندا وإسرائيل.
توفي أوكتاي صاديقزاده في 20 ديسمبر عام 2014 في باكو.